# Joseph Dulac
Joseph Dulac o anche Dulacq oppure Du Lacq (Chambéry, 1706 – Alessandria, 1757) è stato un militare e scrittore italiano di artiglieria e uno scrittore di opere di tecnica militare.

## Biografia
Figlio di Jean-Baptiste Dulac, gentiluomo francese, ufficiale nell'esercito di Luigi XIV studia presso il Collegio dei Gesuiti di Grenoble. 
Prende servizio nell'esercito del Regno di Sardegna, divenendo ufficiale nel reggimento Savoia con il grado di tenente dei granatieri prima di entrare nell'artiglieria. 
Durante la guerra di successione della Polonia e la guerra di successione austriaca tra il 1733 e il 1748, si distingue per il suo talento e il suo coraggio nelle campagne sul suolo italiano: è ferito nella Battaglia di Parma (1734), dirige l'artiglieria del Regno di Sardegna durante la Battaglia di Madonna dell'Olmo presso Cuneo (1744). Nominato comandante della scuola di artiglieria, pubblica a Parigi nel 1741 il trattato Théorie nouvelle sur le mécanisme de l'artillerie per la formazione dei suoi allievi.
Nel 1751  è autore di alcune voci di tecnica militare nel primo tomo dell'Encyclopédie di Diderot e D'Alembert.
Nel 1754, gli viene dato il comando della piazzaforte di Ivrea con il grado di colonnello. 
Tuttavia il suo carattere ardente, passionale, e il suo linguaggio satirico gli creano molti nemici facendolo cadere in disgrazia. 
Joseph Dulac muore nel 1757 a Alessandria.

## Opere
- Théorie nouvelle sur le mécanisme de l'artillerie, Paris, Charles-Antoine Jombert, 1741, XVI-385 pagine, in-4°;
- Nouveau système d'artillerie sur mer et sur terre, 1760 & 1763, opera postuma.